# World of Warcraft: Battle for Azeroth
World of Warcraft: Battle for Azeroth é o sétimo pacote de expansão do jogo World of Warcraft, desenvolvido e distribuído pela Blizzard Entertainment. Foi anunciado em 3 de novembro de 2017 e lançada em 13 de agosto de 2018.
Focada em uma nova guerra entre a Aliança e a Horda, a expansão elevou o nível de 110 para 120, incluiu 2 novos continentes em Azeroth chamados Kul'Tiras e Zandalar e o sistema de desbloqueio de 6 novas raças, conhecidas como Raças Aliadas.

## Plot
Em sua sétima expansão, World of Warcraft aborda as feridas nunca curadas entre a Aliança e a Horda, com a explosão da Quarta Guerra. Entre os grandes eventos que mudam para sempre o mapa de Azeroth, ocorreram destruição de Teldrassil e o Cerco de Lordaeron, que terminou com a destruição e abandono da Cidade Baixa. Com o andar da guerra, a Horda toma a decisão de ganhar vantagem nas batalhas pelo oceano recrutando a frota marítima Zandalari, considerada uma das mais formidáveis do mundo.

## Inclusões no jogo
- Novos continentes - Kul'Tiras e Zandalar, contendo um total de oito áreas.
- Novo Sistema de Artefato - Coração de Azeroth
- Armaduras de Azerita
- Frontes de Guerra (Warfronts)
- Expedições Insulares[4]

## Atualizações
Battle for Azeroth conta com onze masmorras e cinco raides, que foram lançadas ao decorrer da expansão através dos patches.[carece de fontes?]
| Patch (versão) | Data de lançamento     | Destaques                                                                               |
| -------------- | ---------------------- | --------------------------------------------------------------------------------------- |
| 8.0.1          | 21 de Julho de 2018    | - Eventos de pré lançamento - Raide: Uldir                                              |
| 8.1.0          | 11 de Dezembro de 2018 | - Warfront de Darkshore - Raide: Battle of Dazar'alor - Raide: Crucible of Storms       |
| 8.1.5          | 12 de Março de 2019    | Raças: Kultirenos e Trolls Zandalari                                                    |
| 8.2.0          | 25 de Junho de 2019    | - Zona de Nazjatar - Raide: The Eternal Palace - Ilha de Mechagon                       |
| 8.2.5          | 24 de Setembro de 2019 | Atualização dos modelos de Goblins e Worgen                                             |
| 8.3.0          | 14 de Janeiro de 2020  | - Raças: Gnomecânicos e Vulperas - Raide: Ny'alotha, the Waking City - Visões de N'zoth |